# Koninklijke Gentse Oratoriumvereniging

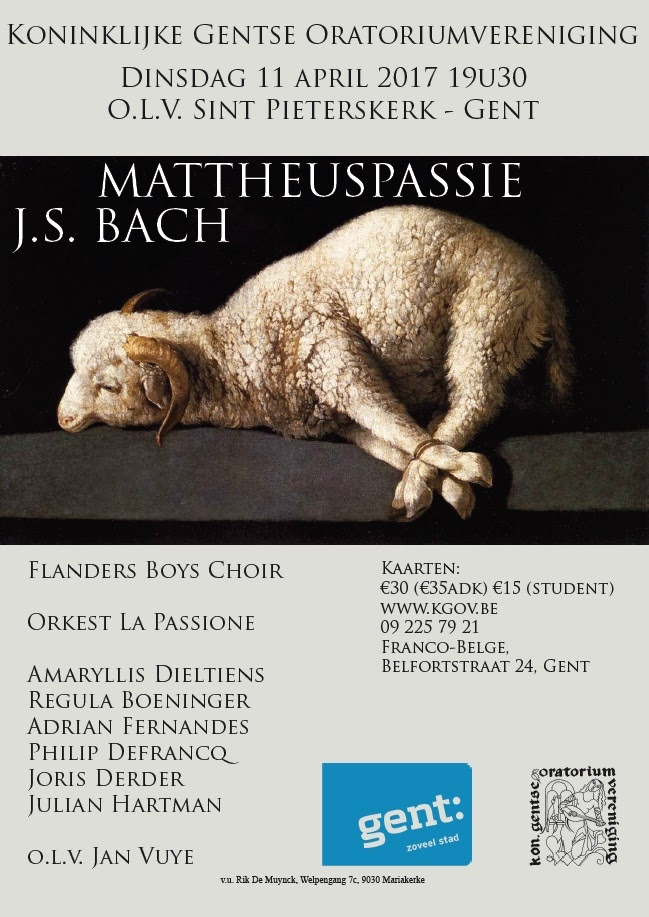
Affiche van het KGOV concert van 2017

De Koninklijke Gentse Oratoriumvereniging vzw (KGOV) is een Gents koor opgericht in 1948. De blikvanger van de KGOV is de jaarlijkse integrale uitvoering van de Matthäuspassion van Johann Sebastian Bach. In 2019 zingen zij dit muzikale meesterwerk in Gent voor het 65e jaar op rij sinds 1955. Diezelfde Mattheuspassie bracht hen in 1988 en 1992 naar de Notre-Dame in Parijs en sinds 2000 is een nieuwe jaarlijkse Mattheuspassietraditie gestart in de Sint-Willibrordusbasiliek van Hulst. Sinds begin de jaren 90 organiseert de KGOV ook een reeks najaarsconcerten van allerlei klassieke componisten.
De KGOV is een vereniging met ongeveer 65 zingende leden (2010). Sinds september 2009 is de artistieke leiding in handen van Jan Vuye.

## Overzicht van het repertorium uit het recente verleden
| 2000 | Ein Deutsches Requiem (Brahms)                          |
| 2001 | Voce Mea (Van Nuffel)                                   |
|      | Requiem (Fauré)                                         |
| 2002 | Messe in f-moll (Bruckner)                              |
| 2003 | Grosse Messe in c-moll (Mozart)                         |
| 2004 | Die Jahreszeiten (Haydn)                                |
| 2005 | Elias (Mendelssohn)                                     |
| 2006 | Weihnachtsoratorium (J.S. Bach)                         |
| 2007 | Requiem (Mozart)                                        |
| 2008 | Messa di Gloria (Puccini)                               |
| 2009 | Alexander's Feast (Händel)                              |
| 2010 | Saint-Nicolas (Benjamin Britten)                        |
| 2011 | Carmina Burana (Carl Orff)                              |
| 2012 | Oratorio de Noël (Camille Saint-Saëns)                  |
| 2013 | Petite messe solennelle (Gioachino Rossini)             |
| 2014 | Stabat Mater (Rheinberger) en Requiem (Duruflé)         |
| 2015 | Messiah (Händel)                                        |
| 2016 | Paulus (Felix Mendelssohn)                              |
| 2017 | Requiem (Mozart)                                        |
| 2018 | Gjeilo - Barber - Lauridsen                             |
| 2019 | Carmina Burana (Carl Orff)                              |
| 2022 | Requiem (Gabriël Faure)                                 |
| 2023 | Music for King George II & Queen Caroline (G.F. Handel) |
| 2024 | Ein deutsches Requiem (Johannes Brahms)                 |